# Boz Boorer
Boz Boorer (född Martin James Boorer, den 19 maj, 1962, i Edgware, Middlesex, Storbritannien), är en gitarrist som komponerar musik till Morrissey.
Han har varit med och skrivit musiken till Morrisseys alster sedan 1991, då främst med Alain Whyte, och sedan 2004, främst med Jesse Tobias. Boorer var medlem i rockabilly-bandet The Polecats under det tidiga 1980-talet. Han har även släppt solomaterial och arbetat med andra artister, inkluderat Adam Ant, Kirsty MacColl, Joan Armatrading, Jools Holland, och Edwyn Collins.
Han har en fru och två döttrar.

## Låttexter han skrivit med Morrissey
- "Now My Heart is Full", "Spring-Heeled Jim", "The More You Ignore Me, The Closer I Get", "Lifeguard Sleeping, Girl Drowning" och "Speedway" från Vauxhall and I.
- "The Teachers Are Afraid of the Pupils" and "Reader Meet Author" från Southpaw Grammar.
- "Maladjusted", "Ammunition", and "Satan Rejected my Soul" från Maladjusted.
- "Come Back to Camden", "I'm Not Sorry", "The World is Full of Crashing Bores" and "I Like You", från You Are the Quarry.
- "Jack The Ripper", "Christian Dior", "Mexico", "Noise Is The Best Revenge", "The Public Image", "The Slum Mums" and "You've Had Her" är låtar som varit med på B-sidor på singlar av Morrissey.